# Antonina Makhina
Antonina Viktorovna Makhina (russe : Антонина Викторовна Махина), épouse Doumtcheva (russe : Думчева) puis Zelikovitch (russe : Зеликович), née le 4 mars 1958 à Serebryan dans l'oblast de Riazan (RSFS de Russie), est une ancienne rameuse soviétique. Elle est triple médaillée aux Jeux olympiques.

## Carrière
Lors de ses premiers Jeux en 1980, Antonina Makhina remporte la médaille d'argent en skiff derrière la Roumaine Sanda Toma. Huit ans plus tard aux Jeux de Séoul 1988, elle remporte une nouvelle médaille d'argent en quatre de couple avec ses compatriotes Irina Kalimbet, Svitlana Maziy et Inna Frolova. Lors des Jeux de Barcelone, elle rafle une troisième médaille, en bronze cette fois, toujours en quatre de couple avec Yekaterina Khodotovich, Tatiana Ustiuzhanina et Elena Khloptseva.
En 1981 et 1982, elle remporte le titre mondial en deux de couple avec Margerita Kokarevitch.

## Vie privée
Elle est l'ex-femme du rameur Aleksandr Dumchev (en) et la femme du rameur Yury Zelikovich (en).

## Palmarès

### Jeux olympiques
- Jeux olympiques d'été de 1992 à Barcelone ( Espagne) :
  -  médaille de bronze en quatre de couple
- Jeux olympiques d'été de 1988 à Séoul ( Corée du Sud) :
  -  médaille d'argent en quatre de couple
- Jeux olympiques d'été de 1980 à Moscou ( Union soviétique) :
  -  médaille d'argent en skiff

### Championnats du monde
- Championnats du monde 1987 à Copenhague ( Danemark) :
  -  médaille de bronze en quatre de couple
- Championnats du monde 1986 à Nottingham ( Royaume-Uni) :
  -  médaille de bronze en skiff
- Championnats du monde 1985 à Hazewinkel ( Belgique) :
  -  médaille de bronze en quatre de couple
- Championnats du monde 1983 à Duisbourg ( Allemagne) :
  -  médaille d'argent en deux de couple
- Championnats du monde 1982 à Lucerne ( Suisse) :
  -  médaille d'or en deux de couple
- Championnats du monde 1981 à Munich ( Allemagne) :
  -  médaille d'or en deux de couple